# سرود کریسمس میکی
سرود کریسمس میکی ( به انگلیسی: Mickey's Christmas Carol) یک انیمیشن کوتاه محصول سال ۱۹۸۳ است که توسط والت دیزنی ساخته و منتشر شده و توسط استودیو سینمایی والت دیزنی توزیع شد. کارگردان این اثر برنی ماتینسون بود. این کارتون اقتباسی از اثر مشهور چارلز دیکنز یعنی سرود کریسمس است. در این اثر شخصیتهایی مثل اسکروج مک‌داک در نقش اِبِنِزر اسکروچ. بسیاری از شخصیت‌های دیگر دیزنی مانند جیمینی کریکت (که پیشتر در اثر پینوکیو به نمایش درآمده بود) و برخی شخصیتهای اثر «ماجراهای ایکابد و آقای تاد» در این فیلم نقش دارند.